# Буїра – Бені-Мансур – Беджайя
Буїра – Бені-Мансур – Беджайя – газопровід на півночі Алжиру. 
На початку 1980-х ввели в дію трубопровід Хассі-Р'Мель – Бордж-Менаель, який передусім подав ресурс блакитного палива до столичного регіону. Втім, з плином часу від нього також спорудили численні відгалуження, що забезпечують споживачів інших вілаєтів. Зокрема, в 1992-му запустили газопровід від Буїра до великого міста Беджайя. Він виконаний в діаметрі 500 мм та складається із двох ділянок: 
- довжиною 51 км від Буїра до Бені-Мансуру, де в підсумку утворили сполучення з трубопроводом Телегма – Сетіф – Бені-Мансур;
- двожиною понад дев’яносто кілометрів від Бені-Мансуру до Беджаї. 
Вже в 2003 році на ділянці Бені-Мансур – Беджаї почали масштабний ремонт, небхідність якого пояснювалась поганим станом труб, унаслідок чого робочий тиск не міг перевищувати 3,5 МПа при проектному 7 МПа. Втім, спротив кількох власників земельних ділянок загальмував роботи на багато років, так що вони змогли відновитись лише в 2019-му.
Доставлене до району Беджаї блакитне паливо може використовувати ТЕС Амізур.
Станом на першу половину 2020-го також велись роботи по спорудженню відгалуження Сіді-Аяд – Фреха, яке дозволить газифікувати східні райони вілаєту Тізі-Узу. Це відгалуження має довжину 52 км та діаметр 400 мм.